# أفيون قره حصار
أفيون قره حصار (بالتركية: Afyonkarahisar) هي مدينة في غرب تركيا وعاصمة محافظة أفيون قره حصار. تقع أفيون 250 كم (155 ميل) جنوب غرب أنقرة على طول نهر أقرتشاي.
أفيون قره حصار على ارتفاع 1,021 متر (3,350 قدم). وسكانها (تعداد 2010) 173,100 نسمة.

## تاريخ
تُوفي بالقرب منها "محمد سلطان ميرزا" حفيد القائد التتاري تيمورلنك في 12 مارس 1403م بعد معركة أنقرة 1402م.

## توأمة
لأفيون قره حصار اتفاقيات توأمة مع كل من:
- هام
- مسقط

## أعلام
- أحمد نجدت سيزر
- عمر أنفير
- فاطمة كارابييك باربارأوسوأوغلو
- فيصل إيروغلو
- عبد الله البطال
- فاطمة آي

## وصلات خارجية
- أفيون قره حصار (بالتركية)
- الموقع الرسمي لمجلس المدينة (بالتركية)